# La Balade du bourreau
Pour plus de détails, voir Fiche technique et Distribution.
La Balade du bourreau (The Traveling Executioner) est un film américain réalisé par Jack Smight et sorti en 1970.

## Synopsis
En 1918, Jonas Candide voyage de prison en prison dans le Sud des États-Unis avec une chaise électrique portable, pour exécuter les condamnés à mort, qui choisissent cette alternative à la pendaison. Lors d'un passage dans une prison de l'Alabama, alors qu'il doit exécuter une ravissante allemande, il en tombe amoureux et entreprend de la faire évader, en simulant une fausse exécution.

## Fiche technique
- Titre original : The Traveling Executioner
- Titre français : La Balade du bourreau (parfois titré Le Bourreau)
- Réalisation : Jack Smight
- Production : Jack Smight
- Scénario : Garrie Bateson
- Photographie : Philip H. Lathrop
- Montage : Neil Travis
- Musique : Jerry Goldsmith[1]
- Direction artistique : Robert R. Benton (en)
- Société de production : Metro-Goldwyn-Mayer
- Genre : Comédie dramatique
- Durée : 95 minutes
- Date de sortie :
  - États-Unis :1er octobre 1970

## Distribution
- Stacy Keach : (VF : Saddy Rebot) : Jonas Candide
- Marianna Hill : Gundred Herzallerliebst
- Bud Cort : Jimmy Croft
- Graham Jarvis : Doc Prittle
- James Sloyan : Piquant
- M. Emmet Walsh : Warden Brodski
- John Bottoms : Lawyer
- Ford Rainey : Stanley Mae
- James Greene : Gravey Combs
- Sammy Reese : Priest
- Stefan Gierasch : Willy Herzallerliebst
- Logan Ramsey : La Follette
- Charles Tyner : Virgil
- William Mims (en) : Lyon
- Val Avery : Jake

Acteurs non crédités
- Scottie MacGregor : Alice Thorn

## Autour du film
Le tournage s'est déroulé entièrement dans la prison désaffectée de Kilby en Alabama,.